# Josef Horešovský
Josef Horešovský, född 18 juli 1946 i Žilina, är en före detta tjeckoslovakisk ishockeyspelare.
Han blev olympisk silvermedaljör i ishockey vid vinterspelen 1968 i Grenoble.